# Secadora

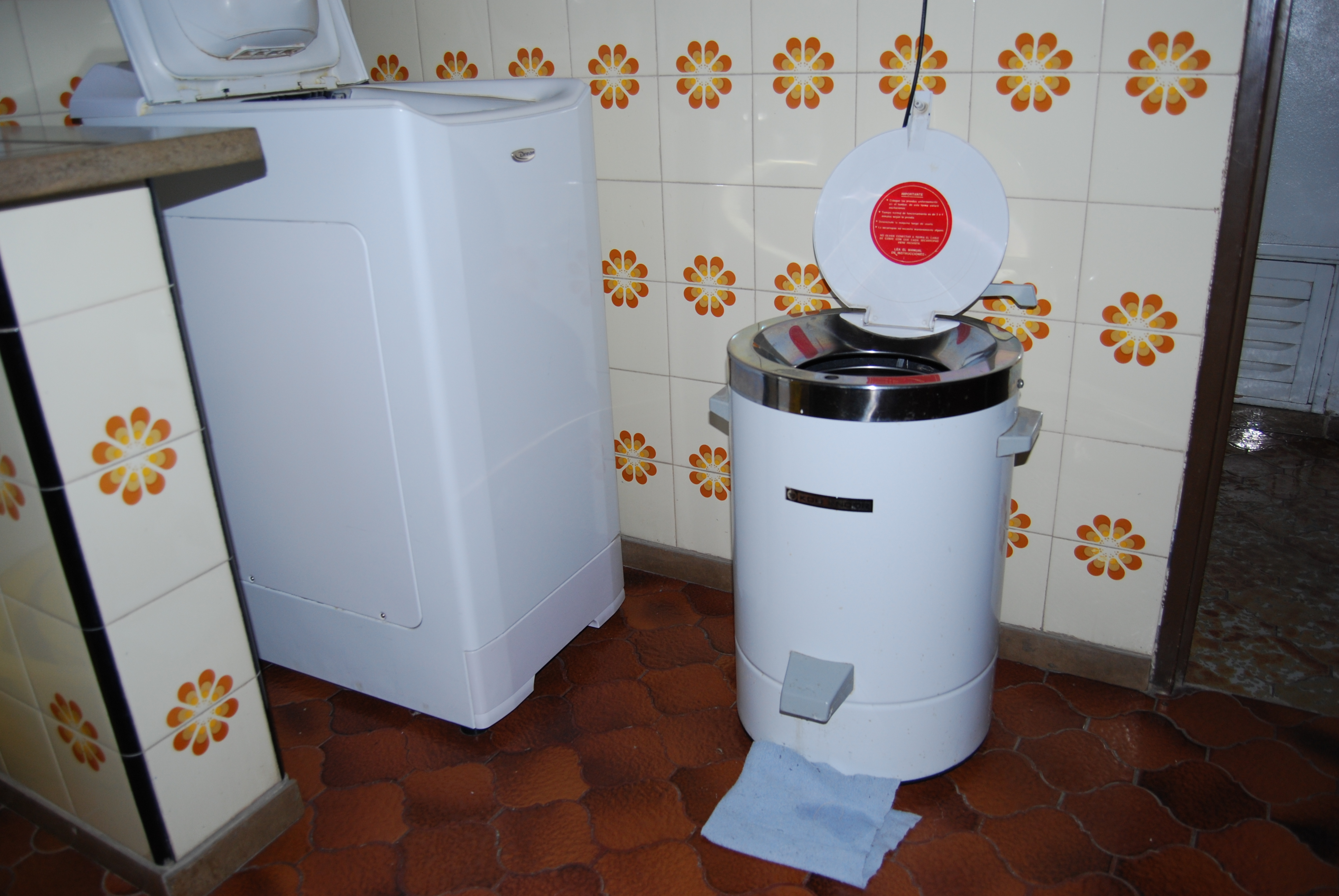
Secador de ropa centrifugo

La secadora o secarropas es un electrodoméstico que se utiliza para secar ropa después de su lavado, especialmente cuando se hace imposible o demasiado engorroso tenderla al aire libre o en un recinto cerrado sin humedad para que se seque gracias a la acción de los rayos del sol u otra fuente de calor. 
Su funcionamiento básico consiste en la introducción forzada de aire caliente en el interior de un tambor giratorio de capacidad variable, dentro del cual va dando vueltas lentamente la ropa húmeda. Este tambor puede ser inoxidable, cincado, esmaltado, etc.
En algunos casos las toberas de entrada del aire caliente giran a la vez que el tambor y en otros son fijas y solo gira la ropa.
Todas las secadoras incorporan algún tipo de filtro donde se recogen las pelusas de la ropa, así como algún sistema de aviso óptico o acústico de la saturación de dicho filtro.
Una lavasecadora es un electrodoméstico que tiene la función de lavadora y de secadora en la misma máquina, ahorrando agua y espacio.
Las secadoras de vapor incorporan el ciclo de vapor (que dura unos 20 o 30 minutos), para, principalmente, quitar las arrugas y así evitar el planchado. Asimismo, se elimina el 99 % de los alérgenos, ácaros, y polen, así como el mal olor.

## Historia
El francés M. Pochon construyó en 1800 una secadora de ropa de manivela. J. Ross Moore, un inventor de Dakota del Norte, creó diseños para secadoras automáticas durante el siglo XX. Su diseño para un secador de accionamiento eléctrico fue desarrollado y lanzado al público en 1938. El diseñador industrial Brooks Stevens creó el primer secador eléctrico con una ventana de cristal en la década de 1940.

## Tipos
Existen dos tipos principales de secadora en función del destino del aire residual que sale cargado de humedad:
- Secadora de evacuación: El aire húmedo se expulsa al exterior a través de un tubo extensible de un diámetro aproximado de 12 cm, que debe ser conducido fuera de la habitación, bien a través de una abertura en la pared o bien a través de una ventana entreabierta. La longitud máxima de dicho tubo no debe exceder los dos metros aproximadamente, para prevenir una eventual condensación del vapor en el propio tubo de salida.
- Secadora de condensación: El aire húmedo se conduce hacia un condensador donde se enfría bruscamente, con lo que se logra su conversión en agua líquida que es recogida en un depósito accesible. Este depósito debe ser vaciado tras cada uso de la máquina. La ventaja de este sistema es que no necesita instalación de ningún tipo, ni gruesos tubos al exterior, tan solo una toma eléctrica. Eventualmente puede conectarse a un desagüe apropiado al tipo lavadora si no se desea vaciar el depósito tras cada uso. El precio de la secadora de condensación es más elevado que la de evacuación; al contrario, una secadora de condensación consume de media hasta la mitad de energía que una secadora de evacuación.[2]

Ambos tipos pueden llevar a su vez un sistema de temporización (mediante un dial donde se pone el tiempo de funcionamiento deseado) o de sensores electrónicos (que automáticamente detectan el grado de humedad de la ropa e interrumpen el funcionamiento al llegar al grado de secado preajustado).
Por tamaño, las secadoras de 5 o 6 kilos de carga tienen unas dimensiones estandarizadas de 85x60x60, pudiendo colocarse directamente sobre una lavadora. Existen asimismo algunas secadoras de menor tamaño, de 3 kilos de capacidad y que pueden ser instaladas incluso colgadas de la pared.

## Secador de ropa centrífugo
El secador de ropa centrífugo es un electrodoméstico muy utilizado en los hogares, que se emplea luego del lavado de la ropa, la cual es cargada en el tambor de almacenaje (cilindro de acero inoxidable, perforado), para quitarle el agua (mediante la fuerza centrífuga). Posee un tambor conectado a un eje, que se acopla a un motor eléctrico, el cual hace girar el tambor a muchas revoluciones por minuto. De esta manera mediante la fuerza centrífuga escurre el agua de la prenda, que sale del artefacto al exterior mediante una boquilla instalada en la parte baja y es recogida en una palangana.

## Acumulación de pelusa

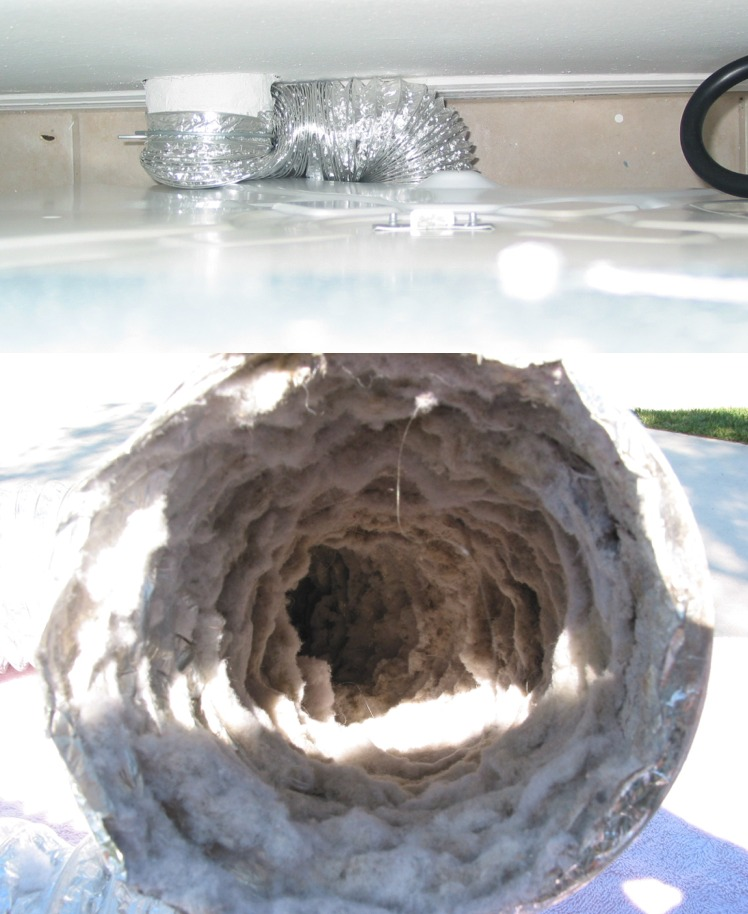
La imagen superior muestra una manguera de transición de secadora severamente doblada y bloqueada que se utiliza para ventilar una secadora de ropa. En este caso, la secadora estaba situada o empujada demasiado lejos contra la pared. La imagen inferior muestra la acumulación inicial de pelusa en la manguera de transición flexible.

La humedad y la pelusa son subproductos del proceso de secado de la secadora de ropa y son extraídos del tambor por un motor de ventilador y luego empujados a través del conducto de escape restante hasta el accesorio de terminación exterior. El conducto de escape típico comprende la manguera de transición flexible que se encuentra inmediatamente detrás de la secadora, tubería rígida galvanizada de 4 pulgadas (101,6 mm) y los accesorios de codo que se encuentran dentro del marco de la pared, y la campana del conducto de ventilación que se encuentra normalmente fuera de la vivienda.
Un conducto de ventilación de la secadora limpio y sin obstrucciones mejora tanto la eficiencia como la seguridad de la secadora. Cuando el conducto de la secadora se obstruye parcialmente y se llena de pelusa, el tiempo de secado aumenta notablemente y hace que la secadora desperdicie energía. Un conducto de ventilación obstruido aumenta la temperatura interna y puede provocar un incendio. Las secadoras de ropa son uno de los electrodomésticos más costosos de operar.
Varios factores pueden contribuir o acelerar la rápida acumulación de pelusa. Entre ellos se encuentran los conductos largos o restrictivos, los nidos de pájaros o roedores en el punto final, mangueras de transición flexibles aplastadas o dobladas, terminaciones con características similares a las de las pantallas y la condensación dentro del conducto debido a que los conductos no están aislados y atraviesan espacios fríos, como un sótano o un ático. Si las solapas de plástico se encuentran en el extremo exterior del conducto, se puede flexionar, doblar y retirar temporalmente, limpiar la superficie interior de las solapas, limpiar el último tramo más o menos del conducto y volver a colocar las solapas de plástico. Las solapas de plástico evitan que insectos, pájaros o reptiles se metan en el conducto de ventilación de la secadora. Cuando hace frío, el aire caliente y húmedo se condensa en las solapas de plástico, y pequeñas cantidades de pelusa se adhieren a la parte interior húmeda de las solapas de plástico en el exterior del edificio.

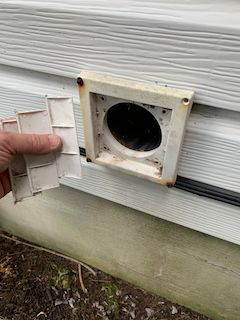
Salida exterior de la secadora de ropa. Las solapas se pueden quitar para limpiar las solapas y el conducto.

Las secadoras sin ventilación incluyen sistemas de filtración de pelusas de varias etapas y algunas incluso incluyen funciones de limpieza automática del evaporador y del condensador que pueden funcionar incluso mientras la secadora está en marcha. El evaporador y el condensador suelen limpiarse con agua corriente. Estos sistemas son necesarios para evitar la acumulación de pelusas en el interior de la secadora y en las bobinas del evaporador y del condensador.
En las máquinas fabricadas originalmente con ventilación exterior, se pueden instalar trampas de pelusa y humedad en el conducto de la secadora para facilitar el mantenimiento cuando no se dispone de una ventilación exterior. Un inconveniente de este método es el aumento de la humedad en el lugar de instalación.

## Seguridad
Las secadoras de ropa exponen los materiales inflamables al calor. Los laboratorios de las compañías aseguradoras recomiendan limpiar el filtro de pelusas después de cada ciclo por seguridad y eficiencia energética, proporcionar una ventilación adecuada y limpiar el conducto a intervalos regulares. También recomiendan que las secadoras de ropa no se utilicen para artículos de fibra de vidrio, goma, espuma o plástico, o cualquier artículo al que se le haya derramado una sustancia inflamable.

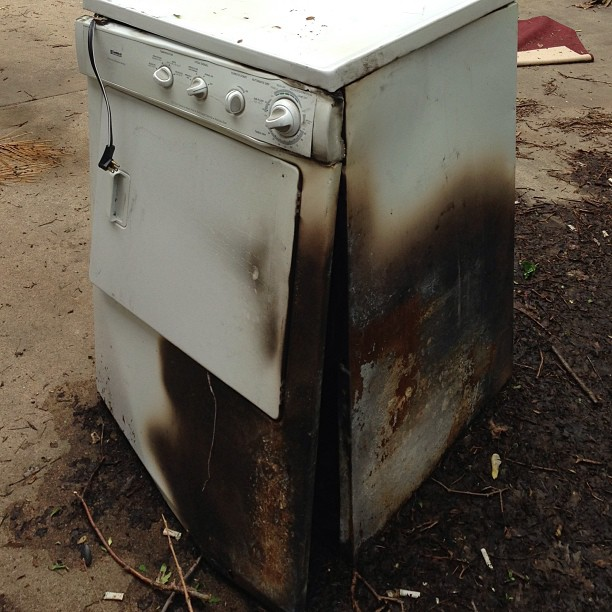
Una secadora de ropa que ha sido dañada por el fuego

En Estados Unidos, la U.S. Fire Administration en un informe de 2012 estimó que entre 2008 y 2010, los departamentos de bomberos respondieron a unos 2900 incendios de secadoras de ropa en edificios residenciales cada año en todo el país. Estos incendios provocaron una media anual de 5 muertes, 100 heridos y 35 millones de dólares en pérdidas materiales. La Administración de Incendios atribuye a la "falta de limpieza" (34 %) el principal factor que contribuye a los incendios de secadoras de ropa en edificios residenciales, y observó que las nuevas tendencias de construcción de viviendas sitúan las secadoras de ropa y las lavadoras en lugares más peligrosos, lejos de las paredes exteriores, como en los dormitorios, los pasillos del segundo piso, los baños y las cocinas.
Para solucionar el problema de los incendios en las secadoras de ropa, se puede utilizar un sistema de extinción de incendios con sensores que detecten el cambio de temperatura cuando se inicia un incendio en el tambor de la secadora. Estos sensores activan entonces un mecanismo de vapor de agua para apagar el fuego.

## Impacto ambiental
El impacto ambiental de las secadoras de ropa es especialmente importante en Estados Unidos y Canadá, donde más del 80 % de los hogares tienen secadora. Según la Agencia de Protección del Medio Ambiente de Estados Unidos, si todas las secadoras de ropa residenciales vendidas en Estados Unidos fueran eficientes desde el punto de vista energético, "el ahorro en costes de servicios públicos ascendería a más de 1500 millones de dólares cada año y se evitarían más de 22.000 millones de libras [10.000 millones de kilogramos] de emisiones anuales de gases de efecto invernadero".
Las secadoras de ropa son, después de las heladeras y los congeladores, los mayores consumidores de energía eléctrica residencial en Estados Unidos.
En la Unión Europea, se aplica a las secadoras el sistema de etiquetado energético de la UE; las secadoras se clasifican con una etiqueta de A+++ (la mejor) a G (la peor) según la cantidad de energía utilizada por kilogramo de ropa (kW⋅h/kg). Las secadoras con sensor pueden detectar automáticamente que la ropa está seca y apagarse. Esto significa que el secado excesivo no es tan frecuente. En la actualidad, la mayor parte del mercado europeo vende secadoras con sensor, y normalmente están disponibles en sistemas con condensador y ventilación.

## Otros tipos de secadoras

### Secadora solar de ropa
La secadora solar es una construcción fija en forma de caja que encierra un segundo compartimento donde se guarda la ropa. Utiliza el calor del sol sin que la luz solar directa llegue a la ropa. Como alternativa, se puede utilizar una caja de calefacción solar para calentar el aire que se impulsa a través de una secadora de tambor convencional.

### Secadoras de microondas
Algún fabricante japonés ha desarrollado secadoras de ropa muy eficientes que utilizan la radiación de microondas para secar la ropa (aunque la gran mayoría de los japoneses secan su colada al aire). La mayor parte del secado se hace con microondas para evaporar el agua, pero el secado final se hace por convección, para evitar problemas de arco eléctrico con las piezas metálicas de la ropa. Las ventajas son varias: tiempos de secado más cortos (25 % menos), ahorro de energía (17-25 % menos) y temperaturas de secado más bajas. Algunos analistas creen que la formación de arcos y los daños en los tejidos son un factor que impide el desarrollo de secadoras de microondas para el mercado estadounidense.

### Secadoras ultrasónicas
Las secadoras ultrasónicas utilizan señales de alta frecuencia para accionar actuadores piezoeléctricos con el fin de agitar mecánicamente la ropa, liberando agua en forma de niebla que luego se retira del tambor. Tienen el potencial de reducir significativamente el consumo de energía a la vez que necesitan sólo un tercio del tiempo que necesita una secadora eléctrica convencional para una carga determinada. Tampoco tienen los mismos problemas relacionados con las pelusas en la mayoría de los otros tipos de secadoras.

### Secadoras híbridas
Algunos fabricantes, como LG Electronics y Whirlpool, han introducido secadoras híbridas, que ofrecen al usuario la opción de utilizar una bomba de calor o una resistencia eléctrica tradicional para secar la ropa. Las secadoras híbridas también pueden utilizar una bomba de calor y un elemento calefactor al mismo tiempo para secar la ropa más rápidamente.